# 前橋八幡宮

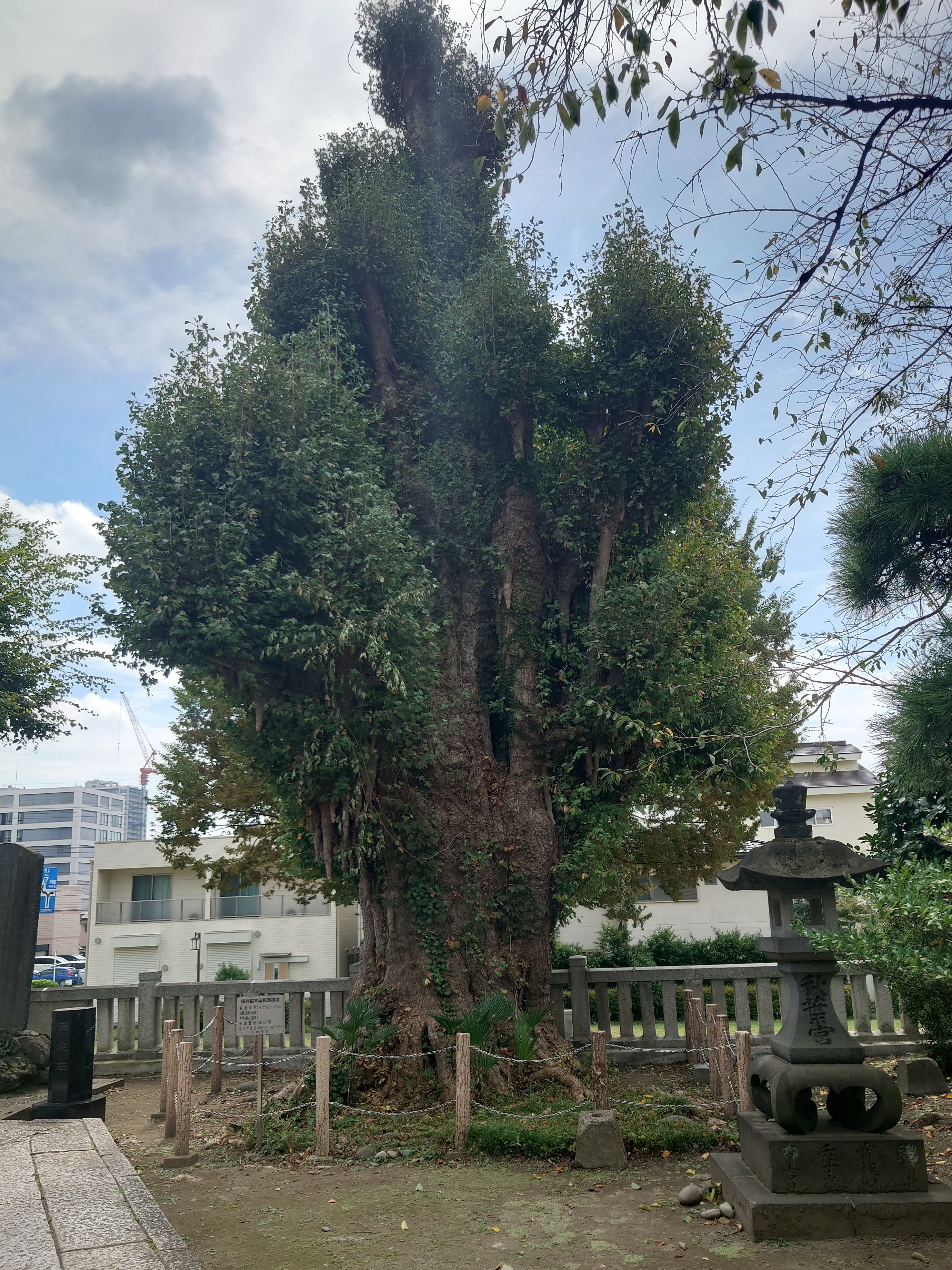
前橋八幡宮のイチョウ。

前橋八幡宮（まえばしはちまんぐう）は群馬県前橋市本町にある神社。旧社格は県社。前橋の総鎮守とされる。

## 概要
『前橋風土記』によれば、貞観年間に在原業平の苗裔、業重朝臣の子孫（長野氏の先祖）が奉祀したものという。社伝では貞観年間に男山八幡宮（石清水八幡宮）を勧請したとされ、上野国府の在庁官人に在原氏の名が見えること、国府所在地が元総社町であること、東山道が近隣を通ることなどから、上野国府八幡として勧請されたものとも考えられる。
社殿は古墳とされる小丘上に位置する。
永禄10年（1567年）に兵火に遭う。北条高広の元亀2年（1571年）の寄進状、平岩親吉の天正19年（1591年）の寄進状、酒井重忠の慶長7年（1602年）の寄進并諸役免許状など、戦国時代から江戸時代にかけての前橋城主の書状が残る。
明治6年（1873年）3月30日県社に列せられた。
昭和20年（1945年）8月5日夜の前橋空襲で社殿は全焼し、社殿脇のイチョウの木にも火が燃え移ったが枯死は免れた。

## 文化財
前橋市指定重要文化財
- 伯牙弾琴鏡（昭和50年12月24日指定）
- 八幡宮文書 一巻九通（昭和50年12月24日指定）